# 洛斯桑托斯區

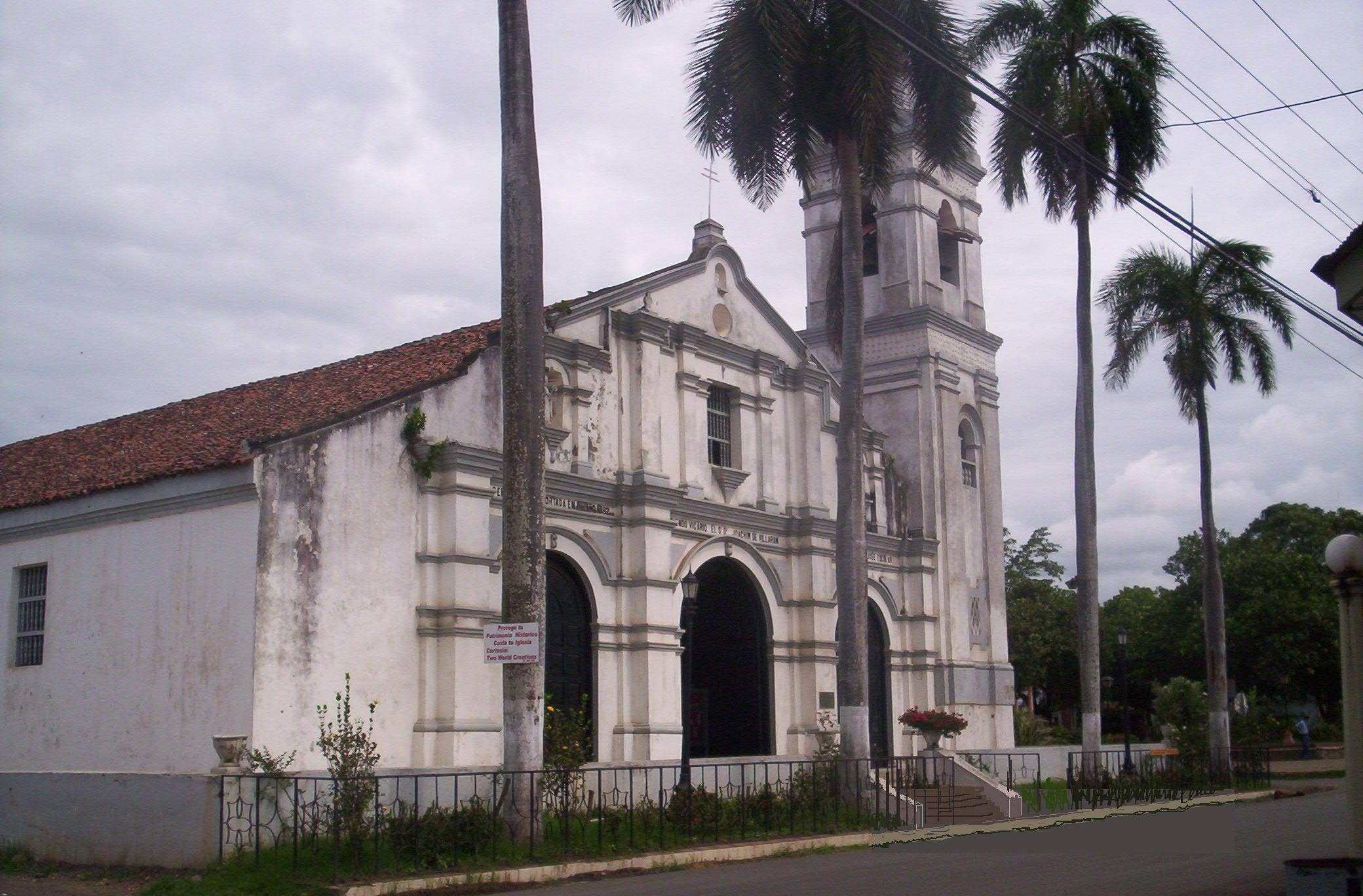

洛斯桑托斯區（西班牙語：Distrito de Los Santos），是巴拿馬的一個行政區，位於該國中南部，由洛斯桑托斯省負責管轄，始建於1824年，面積433平方公里，2010年人口25,723，人口密度每平方公里59.41人。